# Liste der Geotope im Landkreis Starnberg
Diese Liste enthält die Geotope des Oberbayerischen Landkreises Starnberg in Bayern.
Die Liste enthält die amtlichen Bezeichnungen für Namen und Nummern des Bayerischen Landesamt für Umwelt (LfU) sowie deren geographische Lage. Diese Liste ist möglicherweise unvollständig. Im Geotopkataster Bayern sind etwa 3.400 Geotope (Stand März 2020) erfasst. Das LfU sieht einige Geotope nicht für die Veröffentlichung im Internet geeignet. Einige Objekte sind zum Beispiel nicht gefahrlos zugänglich oder dürfen aus anderen Gründen nur eingeschränkt betreten werden.
| Name                                                    | Bild           | Geotop ID | Gemeinde / Lage    | Geologische Raumeinheit        | Beschreibung | Fläche m² / Ausdehnung m | Geologie                                                                               | Aufschlussart        | Wert      | Schutzstatus                                           | Bemerkung |
| ------------------------------------------------------- | -------------- | --------- | ------------------ | ------------------------------ | --- | ------------------------ | -------------------------------------------------------------------------------------- | -------------------- | --------- | ------------------------------------------------------ | --------- |
| Nagelfluhwand im Kalkgraben bei Tutzing                 |                | 188A001   | Tutzing Position   | Isar-Loisach-Jungmoränenregion | In der Nagelfluhwand sind Reste eines Abbaustollens erhalten. | 1000 200 × 5             | Typ: Gesteinsart, Stollen Art: Konglomerat                                             | Steinbruch           | bedeutend | Landschaftsschutzgebiet                                |           |
| Nagelfluhwand S von Rieden                              |                | 188A002   | Starnberg Position | Isar-Loisach-Jungmoränenregion | Im heute teilweise verstürzten Aufschluss wurden jüngere Deckenschotter oder Hochterrassenschotter abgebaut. Die Konglomeratbänke können hier immer noch sehr gut studiert werden. | 250 50 × 5               | Typ: Gesteinsart Art: Konglomerat                                                      | Steinbruch           | wertvoll  | Landschaftsschutzgebiet                                |           |
| Gletscherschliff in Berg                                |                | 188R001   | Berg Position      | Isar-Loisach-Jungmoränenregion | Der Gletscherschliff liegt im Garten der Apotheke in Berg. Er wird gepflegt und von Bewuchs freigehalten. Der Gletscherschliff ist insbesondere in der früheren Eiszeitliteratur öfters erwähnt. Die Schrammen wurden vermessen und zur Untermauerung der Theorien verwendet. | 20 4 × 5                 | Typ: Gletscherschliff Art: Konglomerat                                                 | sonstiger Aufschluss | wertvoll  | Naturdenkmal                                           |           |
| Erratischer Block Hoher Stein E von Percha              | weitere Bilder | 188R002   | Starnberg Position | Isar-Loisach-Jungmoränenregion | Der markante Block besteht aus Granat führendem Amphibolit, der von vielen Quarzgängen durchzogen ist. Ammon (1894) nennt ihn einen der schönsten Findlinge in der Münchener Gegend. Er wurde bereits 1809 von Gruithuisen im Rahmen der frühen Eiszeitforschung erwähnt. | 20 5 × 4                 | Typ: Findling Art: Amphibolit                                                          | Block                | bedeutend | Naturdenkmal                                           |           |
| Nagelfluhhänge am Burgstall N von Andechs               | weitere Bilder | 188R005   | Andechs Position   | Isar-Loisach-Jungmoränenregion | Bis etwa 15 m hohe, senkrechte (teils überhängende) Abfolge von Felswänden von eiszeitlicher Schotternagelfluh. | 750 50 × 15              | Typ: Felswand/-hang Art: Konglomerat                                                   | Hanganriss/Felswand  | wertvoll  | Naturdenkmal, Landschaftsschutzgebiet, FFH-Gebiet      |           |
| Bäckerbichl E von Erling                                | weitere Bilder | 188R006   | Andechs Position   | Isar-Loisach-Jungmoränenregion | Bekannter Tumulus in der Eiszerfallslandschaft zwischen Andechs und Machtlfing. Besitzt keine Idealform, da offenbar an der SW-Flanke ein zweiter Tumulus angelagert wurde. Als Pflanzenstandort (Trockenrasen) besonders wertvoll. | 8000 100 × 80            | Typ: Tumulus Art: Schotter, Moräne                                                     | kein Aufschluss      | wertvoll  | Naturdenkmal, Landschaftsschutzgebiet, FFH-Gebiet      |           |
| Würmtal-Terrasse im Weiherbuchet N von Leutstetten      |                | 188R008   | Gauting Position   | Paar-Isar-Region               | Es handelt sich um spätwürmglaziale Terrassen im Durchbruchstal der Würm. | 600000 1000 × 600        | Typ: Terrasse Art: Kies                                                                | kein Aufschluss      | wertvoll  | Landschaftsschutzgebiet, FFH-Gebiet                    |           |
| Endmoränen des Würmsee-Zungenbeckens SW von Leutstetten | weitere Bilder | 188R009   | Starnberg Position | Isar-Loisach-Jungmoränenregion | Die Typlokalität des Würmglazials liegt im Naturschutzgebiet Leutstetter Moos. Im Endmoränenkranz ist der Würmdurchbruch zu erkennen. Die Endmoränen bildeten im Spätglazial die Uferlinie des Würmsees. | 15000000 5000 × 3000     | Typ: End-(Wall-) Moräne Art: Moräne                                                    | kein Aufschluss      | wertvoll  | Naturschutzgebiet, Landschaftsschutzgebiet, FFH-Gebiet |           |
| Maisinger Schlucht NE von Maising                       | weitere Bilder | 188R012   | Pöcking Position   | Isar-Loisach-Jungmoränenregion | Die Schmelzwasserrinne des Jungmoränenbereichs ist in Deckenschotter eingeschnitten. Durch die locker bewaldete Schlucht führt ein z. T. mäandrierender Bachlauf. An den Talflanken liegen stellenweise z. T. mehrere Meter senkrecht emporragende Nagelfluhfelsen mit Überhängen und Auskolkungen, der Bachunterlauf durchquert ein Wasserschutzgebiet.                                                                                           | 65000 1300 × 50          | Typ: Schmelzwassertal, Bach-/Flusslauf, Gesteinsart Art: Schotter, Konglomerat, Moräne | Hanganriss/Felswand  | wertvoll  | Landschaftsschutzgebiet, FFH-Gebiet                    |           |
| Kiental bei Andechs                                     | weitere Bilder | 188R013   | Andechs Position   | Isar-Loisach-Jungmoränenregion | Der Kienbach hat sich steil in rißeiszeitliche Schotternagelfluh eingeschnitten, die mehrfach Wände bildet. Im unteren Teil des Grabens ist die unterlagernde Molasse aufgeschlossen. Den obersten Teil des Hanges bilden würmeiszeitliche Moränen. | 240000 1200 × 200        | Typ: Kerbtal, Felswand/-hang, Schichtfolge Art: Konglomerat, Moräne                    | Hanganriss/Felswand  | wertvoll  | Landschaftsschutzgebiet, FFH-Gebiet                    |           |
| Toteislöcher W von Etterschlag                          | weitere Bilder | 188R014   | Wörthsee Position  | Isar-Loisach-Jungmoränenregion | Die zwei Toteislöcher westlich von Etterschlag werden durch einen schmalen, dammartigen Kames voneinander getrennt. Sie liegen in würm-glazialem Moränenmaterial, dessen schwer durchlässige, bindige Eigenschaften durch die Wasserführung der Toteislöcher belegt werden. Ein drittes, ebenfalls anmooriges Toteisloch mit ca. 100 m × 50 m Größe liegt in 100 m Entfernung südöstlich des Geotops. Sein Relief ist weniger deutlich ausgeprägt. | 37500 250 × 150          | Typ: Toteisloch, Kames Art: Moräne                                                     | kein Aufschluss      | bedeutend | Naturdenkmal, Landschaftsschutzgebiet                  |           |
| Moräne zwischen Frieding und Andechs                    | weitere Bilder | 188R015   | Andechs Position   | Isar-Loisach-Jungmoränenregion | Der markante Moränenrücken aus der Würmeiszeit ist überwiegend bewaldet. Ein Teil des Westhanges ist als Naturdenkmal ausgewiesen und wird regelmäßig gemäht. | 240000 800 × 300         | Typ: End-(Wall-) Moräne Art: Moräne                                                    | kein Aufschluss      | bedeutend | Naturdenkmal, Landschaftsschutzgebiet, FFH-Gebiet      |           |